# Svjetsko prvenstvo u motociklizmu 2007. – MotoGP
Svjetsko prvenstvo u motociklizmu u klasi MotoGP za 2007. godinu je osvojio australski vozač Casey Stoner s motociklom "Ducati", kojima je ovo ujedno bilo prvo osvojeno prvenstvo u bilo kojoj od klasa Svjetskog prvenstva. Ducati je također osvojio prvenstvo za konstruktore te za momčadi (Ducati Marlboro Team). 
 
U ovoj sezoni motocikli MotoGP klase su imali motore obujma do 800cc, za razliku od prijašnjih do 990cc. 

## Raspored utrka i osvajači postolja
2007. godine je bilo na rasporedu 18 trkaćh vikenda Svjetskog prvenstva i na svima su vožene utrke u klasi MotoGP.
| rb | datum               | staza                    | utrka                           | pole poz.       | motocikl | naj.krug                     | motocikl      | pobjednik       | motocikl | drugoplasirani  | motocikl | trećeplasirani  | motocikl | izvj.       |
| -- | ------------------- | ------------------------ | ------------------------------- | --------------- | -------- | ---------------------------- | ------------- | --------------- | -------- | --------------- | -------- | --------------- | -------- | ----------- |
| 1  | 10. ožujka 2007.    | Losail                   | VN Katara                       | Valentino Rossi | Yamaha   | Casey Stoner                 | Ducati        | Casey Stoner    | Ducati   | Valentino Rossi | Yamaha   | Dani Pedrosa    | Honda    | [ 1 ]       |
| 2  | 25. ožujka 2007.    | Jerez                    | VN Španjolske                   | Dani Pedrosa    | Honda    | Valentino Rossi              | Yamaha        | Valentino Rossi | Yamaha   | Dani Pedrosa    | Honda    | Colin Edwards   | Yamaha   | [ 2 ]       |
| 3  | 22. travnja 2007.   | Istanbul Park            | VN Turske                       | Valentino Rossi | Yamaha   | Chris Vermeulen              | Suzuki        | Casey Stoner    | Ducati   | Toni Elías      | Honda    | Loris Capirossi | Ducati   | [ 3 ]       |
| 4  | 6. svibnja 2007.    | Shanghai                 | VN Kine                         | Valentino Rossi | Yamaha   | Casey Stoner                 | Ducati        | Casey Stoner    | Ducati   | Valentino Rossi | Yamaha   | John Hopkins    | Suzuki   | [ 4 ]       |
| 5  | 20. svibnja 2007.   | Le Mans - Bugatti        | VN Francuske                    | Colin Edwards   | Yamaha   | John Hopkins Loris Capirossi | Suzuki Ducati | Chris Vermeulen | Suzuki   | Marco Melandri  | Honda    | Casey Stoner    | Ducati   | [ 5 ] [ 6 ] |
| 6  | 3. lipnja 2007.     | Mugello                  | VN Italije                      | Casey Stoner    | Ducati   | Dani Pedrosa                 | Honda         | Valentino Rossi | Yamaha   | Dani Pedrosa    | Honda    | Alex Barros     | Ducati   | [ 7 ]       |
| 7  | 10. lipnja 2007.    | Catalunya (Barcelona)    | VN Katalonije                   | Valentino Rossi | Yamaha   | John Hopkins                 | Suzuki        | Casey Stoner    | Ducati   | Valentino Rossi | Yamaha   | Dani Pedrosa    | Honda    | [ 8 ]       |
| 8  | 24. lipnja 2007.    | Donnington Park          | VN Velike Britanije             | Colin Edwards   | Yamaha   | Toni Elías                   | Honda         | Casey Stoner    | Ducati   | Colin Edwards   | Yamaha   | Chris Vermeulen | Suzuki   | [ 9 ]       |
| 9  | 30. lipnja 2007.    | Assen                    | VN Nizozemske                   | Chris Vermeulen | Suzuki   | Valentino Rossi              | Yamaha        | Valentino Rossi | Yamaha   | Casey Stoner    | Ducati   | Nicky Hayden    | Honda    | [ 10 ]      |
| 10 | 15. srpnja 2007.    | Sachsenring              | VN Njemačke                     | Casey Stoner    | Ducati   | Dani Pedrosa                 | Honda         | Dani Pedrosa    | Honda    | Loris Capirossi | Ducati   | Nicky Hayden    | Honda    | [ 11 ]      |
| 11 | 22. srpnja 2007.    | Laguna Seca              | VN SAD-a                        | Casey Stoner    | Ducati   | Casey Stoner                 | Ducati        | Casey Stoner    | Ducati   | Chris Vermeulen | Suzuki   | Marco Melandri  | Honda    | [ 12 ]      |
| 12 | 19. kolovoza 2007.  | Brno                     | VN Češke Republike              | Casey Stoner    | Ducati   | Casey Stoner                 | Ducati        | Casey Stoner    | Ducati   | John Hopkins    | Suzuki   | Nicky Hayden    | Honda    | [ 13 ]      |
| 13 | 2. rujna 2007.      | Misano Adriatico         | VN San Marina i Rivijere Rimini | Casey Stoner    | Ducati   | Casey Stoner                 | Ducati        | Casey Stoner    | Ducati   | Chris Vermeulen | Suzuki   | John Hopkins    | Suzuki   | [ 14 ]      |
| 14 | 16. rujna 2007.     | Estoril                  | VN Portugala                    | Nicky Hayden    | Honda    | Nicky Hayden                 | Honda         | Valentino Rossi | Yamaha   | Dani Pedrosa    | Honda    | Casey Stoner    | Ducati   | [ 15 ]      |
| 15 | 23. rujna 2007.     | Twin-Ring Motegi         | VN Japana                       | Dani Pedrosa    | Honda    | Toni Elías                   | Honda         | Loris Capirossi | Ducati   | Randy de Puniet | Kawasaki | Toni Elías      | Honda    | [ 16 ]      |
| 16 | 14. listopada 2007. | Phillip Island           | VN Australije                   | Dani Pedrosa    | Honda    | Valentino Rossi              | Yamaha        | Casey Stoner    | Ducati   | Loris Capirossi | Ducati   | Valentino Rossi | Yamaha   | [ 17 ]      |
| 17 | 21. listopada 2007. | Sepang                   | VN Malezije                     | Dani Pedrosa    | Honda    | Casey Stoner                 | Ducati        | Casey Stoner    | Ducati   | Marco Melandri  | Honda    | Dani Pedrosa    | Honda    | [ 18 ]      |
| 18 | 4. studenog 2007.   | Valencia (Ricardo Tormo) | VN Zajednice Valencia           | Dani Pedrosa    | Honda    | Dani Pedrosa                 | Honda         | Dani Pedrosa    | Honda    | Casey Stoner    | Ducati   | John Hopkins    | Suzuki   | [ 19 ]      |

VN Velike Britanije - također navedena kao VN Britanije 

VN Nizozemske - također navedena kao Dutch TT, odnosno TT Assen

## Poredak za vozače
Sustav bodovanja
Bodove osvaja prvih 15 vozača u utrci. 
| pozicija u utrci | 1. | 2. | 3. | 4. | 5. | 6. | 7. | 8. | 9. | 10. | 11. | 12. | 13. | 14. | 15. |
| bodovi           | 25 | 20 | 16 | 13 | 11 | 10 | 9  | 8  | 7  | 6   | 5   | 4   | 3   | 2   | 1   |

| mj. | vozač                | konstruktor | bm | momčad (tim)                     | motocikl               | bodova |
| --- | -------------------- | ----------- | -- | -------------------------------- | ---------------------- | ------ |
| 1.  | Casey Stoner         | Ducati      | 27 | Ducati Marlboro Team Ducati Team | Ducati Desmosedici GP7 | 367    |
| 2.  | Dani Pedrosa         | Honda       | 26 | Repsol Honda Team                | Honda RC212V           | 242    |
| 3.  | Valentino Rossi      | Yamaha      | 46 | FIAT Yamaha Team                 | Yamaha YZR-M1          | 241    |
| 4.  | John Hopkins         | Suzuki      | 21 | Rizla Suzuki MotoGP              | Suzuki GSV-R           | 189    |
| 5.  | Marco Melandri       | Honda       | 33 | Honda Gresini                    | Honda RC212V           | 187    |
| 6.  | Chris Vermeulen      | Suzuki      | 71 | Rizla Suzuki MotoGP              | Suzuki GSV-R           | 179    |
| 7.  | Loris Capirossi      | Ducati      | 65 | Ducati Marlboro Team Ducati Team | Ducati Desmosedici GP7 | 166    |
| 8.  | Nicky Hayden         | Honda       | 1  | Repsol Honda Team                | Honda RC212V           | 127    |
| 9.  | Colin Edwards        | Yamaha      | 5  | FIAT Yamaha Team                 | Yamaha YZR-M1          | 124    |
| 10. | Alex Barros          | Ducati      | 4  | Pramac d'Antín                   | Ducati Desmosedici GP7 | 115    |
| 11. | Randy de Puniet      | Kawasaki    | 14 | Kawasaki Racing Team             | Kawasaki ZX-RR         | 108    |
| 12. | Toni Elías           | Honda       | 24 | Honda Gresini                    | Honda RC212V           | 104    |
| 13. | Alex Hofmann         | Ducati      | 66 | Pramac d'Antín                   | Ducati Desmosedici GP7 | 65     |
| 14. | Carlos Checa         | Honda       | 7  | Honda LCR                        | Honda RC212V           | 65     |
| 15. | Anthony West         | Kawasaki    | 13 | Kawasaki Racing Team             | Kawasaki ZX-RR         | 59     |
| 16. | Sylvain Guintoli     | Yamaha      | 50 | Dunlop Yamaha Tech 3             | Yamaha YZR-M1          | 50     |
| 17. | Shinya Nakano        | Honda       | 56 | Konica Minolta Honda             | Honda RC212V           | 47     |
| 18. | Makoto Tamada        | Yamaha      | 5  | Dunlop Yamaha Tech 3             | Yamaha YZR-M1          | 38     |
| 19. | Kurtis Roberts       | KR212V      | 80 | Team Roberts                     | KR212V                 | 10     |
| 20. | Michel Fabrizio      | Honda       | 84 | Honda Gresini                    | Honda RC212V           | 6      |
| 20. | Roger Lee Hayden     | Kawasaki    | 95 | Kawasaki Racing Team             | Kawasaki ZX-RR         | 6      |
| 22. | Fonsi Nieto          | Kawasaki    | 11 | Kawasaki Racing Team             | Kawasaki ZX-RR         | 5      |
| 23. | Olivier Jacque       | Kawasaki    | 19 | Kawasaki Racing Team             | Kawasaki ZX-RR         | 4      |
| 24. | Kenny Roberts Junior | KR212V      | 10 | Team Roberts                     | KR212V                 | 4      |
| 25. | Nobuatsu Aoki        | Suzuki      | 9  | Rizla Suzuki MotoGP              | Suzuki GSV-R           | 3      |
| 26. | Shinichi Ito         | Ducati      | 72 | Pramac d'Antín                   | Ducati Desmosedici GP7 | 1      |

 u ljestvici vozači koji su osvojili bodove u prvenstvu 

## Poredak za konstruktore
Sustav bodovanja
Bodove za proizvođača osvaja najbolje plasirani motocikl proizvođača među prvih 15 u utrci. 
| pozicija u utrci | 1. | 2. | 3. | 4. | 5. | 6. | 7. | 8. | 9. | 10. | 11. | 12. | 13. | 14. | 15. |
| bodovi           | 25 | 20 | 16 | 13 | 11 | 10 | 9  | 8  | 7  | 6   | 5   | 4   | 3   | 2   | 1   |

Ducati prvak u poretku konstruktora. 
| mj. | konstruktor        | bod |
| --- | ------------------ | --- |
| 1.  | Ducati             | 394 |
| 2.  | Honda              | 313 |
| 3.  | Yamaha             | 283 |
| 4.  | Suzuki             | 241 |
| 5.  | Kawasaki           | 144 |
| 6.  | KR212V KR KR-Honda | 14  |

 u ljestvici konstruktori koji su osvojili bodove u prvenstvu 

## Poredak za momčadi (timove)
Sustav bodovanja
Bodove za timove (momčadi) osvajaju vozači tima koji su plasirani među prvih 15 u utrci, ujedno i osvajači bodova za poredak vozača. 
| pozicija u utrci | 1. | 2. | 3. | 4. | 5. | 6. | 7. | 8. | 9. | 10. | 11. | 12. | 13. | 14. | 15. |
| bodovi           | 25 | 20 | 16 | 13 | 11 | 10 | 9  | 8  | 7  | 6   | 5   | 4   | 3   | 2   | 1   |

Ducati Marlboro Team (tvornička momčad Ducatija) osvojila prvenstvo za momčadi. U utrci za VN SAD-a su imali naziv Ducati Team. 
| mj. | momčad                           | konstruktor | bod |
| --- | -------------------------------- | ----------- | --- |
| 1.  | Ducati Marlboro Team Ducati Team | Ducati      | 533 |
| 2.  | Repsol Honda Team                | Honda       | 369 |
| 3.  | Rizla Suzuki MotoGP              | Suzuki      | 368 |
| 4.  | FIAT Yamaha Team                 | Yamaha      | 365 |
| 5.  | Honda Gresini                    | Honda       | 297 |
| 6.  | Pramac d'Antín                   | Ducati      | 181 |
| 7.  | Kawasaki Racing Team             | Kawasaki    | 176 |
| 8.  | Dunlop Yamaha Tech 3             | Yamaha      | 88  |
| 9.  | Honda LCR                        | Honda       | 65  |
| 10. | Konica Minolta Honda             | Honda       | 47  |
| 11. | Team Roberts                     | KR212V      | 14  |

 u ljestvici momčadi (timovi) koji su osvojili bodove u prvenstvu 

## Vanjske poveznice
- (engl.) motogp.com
- (fr.) racingmemo.free.fr, LES CHAMPIONNATS DU MONDE DE VITESSE MOTO
- (engl.) motorsportstats.com, MotoGP
- (fr.) pilotegpmoto.com
- (nizoz.) jumpingjack.nl, Alle Grand-Prix uitslagen en bijzonderheden, van 1973 (het jaar dat Jack begon met racen) tot heden.
- (engl.) motorsport-archive.com, MotoGP World Championship :: Overview  Arhivirana inačica izvorne stranice od 29. svibnja 2023. (Wayback Machine)
- (engl.) the-sports.org, Moto - Moto GP - Prize list
- (engl.) motorsportmagazine.com, World Motorcycle Championship / MotoGP
- (engl.) en.wikipedia.org, 2007 Grand Prix motorcycle racing season
- (šp.) es.wikipedia.org, Temporada 2007 del Campeonato del Mundo de Motociclismo
- (tal.) it.wikipedia.org, Risultati del motomondiale 2007